# بلندبوم و پست‌بوم

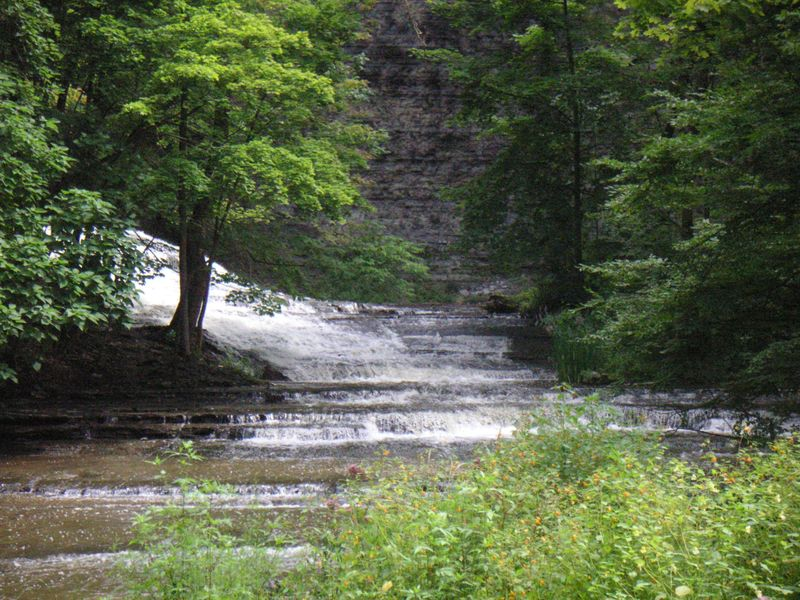
نهر کاسکادیلا، نزدیک ایتاکا، نیویورک در ایالات متحده، نمونه‌ای از زیستگاه رودخانه‌ای بالادست

بلندبوم و پست‌بوم، بالادست و پایین‌دست یا کوه و جلگه (به انگلیسی: Upland and lowland) (یا مرتفع و پست)، توصیف مشروط دشت بر اساس ارتفاع از سطح دریا هستند. در مطالعات بوم‌شناسی رودخانه‌های آب شیرین، زیستگاه‌ها به‌عنوان بالادست یا پایین‌دست طبقه‌بندی می‌شوند.

## تعریف‌ها
مناطق بالادست و پایین‌دست بخش‌هایی از دشت هستند که به‌طور مشروط بر اساس ارتفاع آنها از سطح دریا طبقه‌بندی می‌شوند. مناطق پست معمولاً بیشتر از ۲۰۰ متر (۶۶۰ فوت) نیست، در حالی که ارتفاعات در حدود ۲۰۰ متر (۶۶۰ فوت) تا ۵۰۰ متر (۱٬۶۰۰ فوت) است. در موارد غیرمعمول، برخی از مناطق پست مانند خزر در زیر سطح دریاها قرار دارند.
زیستگاه‌های بالادست سرد، تمیز و صخره‌ای هستند که رودخانه‌های آن در نواحی کوهستانی سریع جریان دارند. زیستگاه‌های دشت گرم با رودخانه‌های کم‌جریان هستند که در نواحی پست نسبتاً مسطح یافت می‌شوند، با آبی که اغلب توسط رسوبات و مواد آلی رنگی می‌شود.

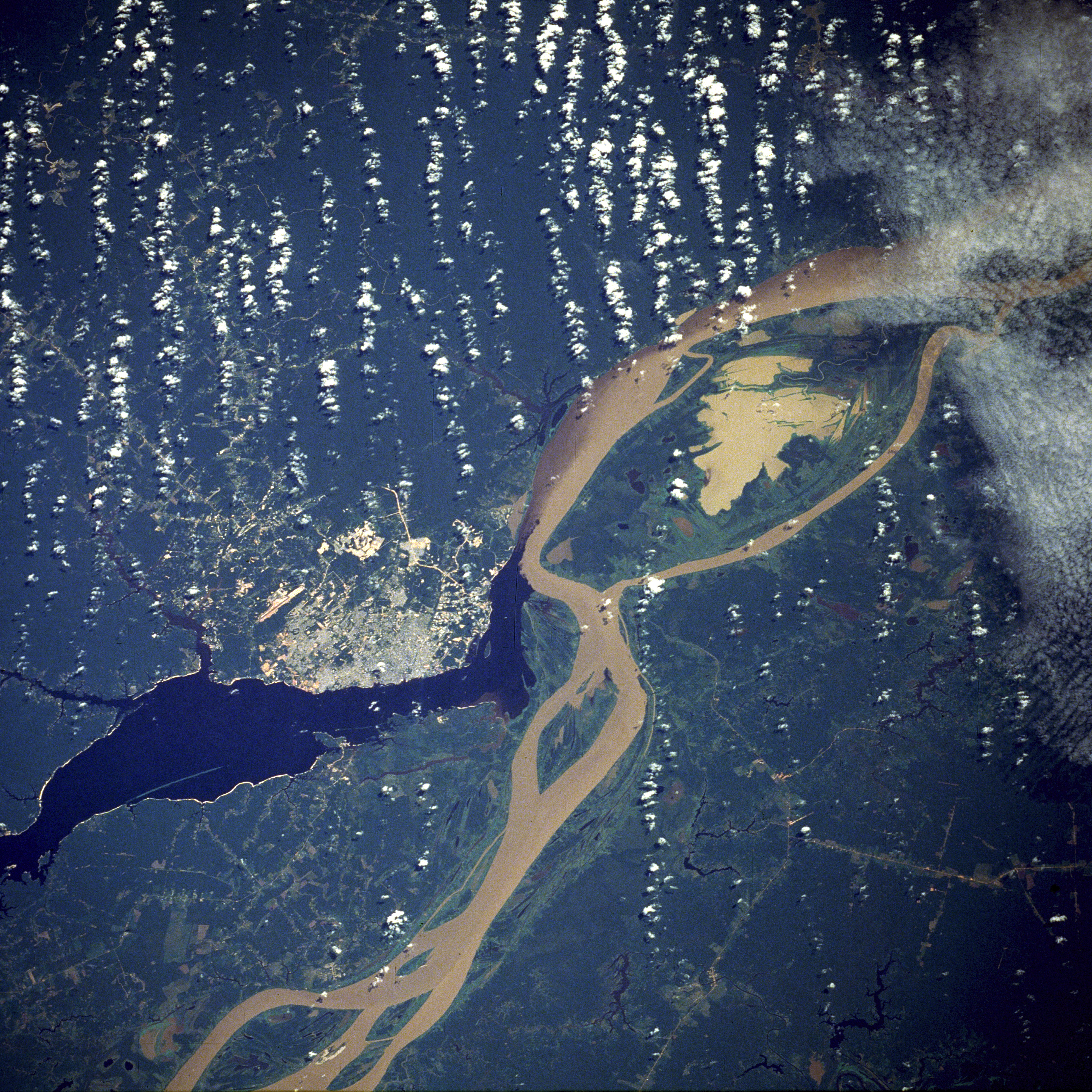
رودخانه آمازون در نزدیکی مانائوس، برزیل، نمونه‌ای از زیستگاه رودخانه‌ای پست.

معمولاً آب‌های کدرتر، گرم‌تر و کم‌جریان و بسترهای رسوبی ریز در رودخانه‌های دشتی، گونه‌های ماهی را با تحمل دمای وسیع‌تر و تحمل بیشتر نسبت به سطوح پایین اکسیژن تشویق می‌کنند، و تاریخ زندگی و استراتژی‌های پرورشی متناسب با این ویژگی‌ها و دیگر ویژگی‌های رودخانه‌های دشتی است. این ویژگی‌ها همچنین گونه‌های بی‌مهره‌ای را با تحمل دمایی وسیع و تحمل‌های بیشتر نسبت به سطوح کم اکسیژن و زیست‌بوم‌هایی که حول رسوب‌های ریز یا زیستگاه‌های جایگزین مانند زباله‌های چوبی غوطه‌ور ("Snags") یا گیاهان آبزی غوطه‌ور ("علف هرز آبی") می‌چرخند، تشویق می‌کنند.

## جستارهای بیشتر
- کوهسار